# Альва де ла Каналь, Рамон
Рамон Альва де ла Каналь (исп. Ramón Alva de la Canal; 29 августа 1892, Мехико, Мексика — 4 апреля 1985, там же) — мексиканский художник, иллюстратор и просветитель, один из родоначальников движения мексиканского мурализма.
Он родился в семье Рамона Паскуаля Лорето Хосе Альвы де ла Каналя 29 августа 1892 в Такубае, ныне являющейся пригородом Мехико. Он получал своё художественное образрвание в Академии Сан-Карлоса, а затем в Школе живописи на открытом воздухе (исп. Escuela de Pintural al Aire Libre) в Койоакане, где его учителем был художник Альфредо Рамос Мартинес. Он участвовал в Мексиканской революции наравне с художниками Доктором Атлем и Хосе Клементе Ороско.
За свою творческую карьеру Альва успел побывать монументалистом, гравёром, иллюстратором, театральным режиссёром и педагогом. Эту деятельность он начал с присоединения к Синдикату технических рабочих, художников, скульпторов и гравёров (исп. Sindicato de Obreros Técnicos, Pintores, Escultores y Grabadores), который был образован в 1923 году по инициативе Хосе Васконселоса.
Большая часть работ Альвы была связана с политическими и культурными движениями, начиная с культурных инициатив министра образования Хосе Васконселоса. Он был членом движения стридентистов вместе с Леопольдо Мендесом и Фермином Ревуэльтасом в 1921—1926 годах, иллюстрируя многие публикации этого движения. В 1928 году Альва был одним из основателей революционной группы Пинторес 30-30 вместе с Фермином Ревуэльтасом, Фернандо Леалем, Габриэлем Фернандесом Ледесмой и кубинцем Марти Касановасом, который был связан с движением Школы живописи на открытом воздухе.
Альва был одним из родоначальников движения мексиканского мурализма, и был привлечён к нему Васконселосом наряду с другими муралистами, такими как Диего Ривера, Давид Альфаро Сикейрос, Хосе Клементе Ороско, Жан Шарло, Фернандо Леаль, Фермин Ревуэльтас, Эмилио Гарсиа Каэро, Ксавье Герреро и Карлос Мерида. Он создал первый мурал XX века в Мексике в 1922 году, носивший название El desembarco de la cruz в Колледже Сан-Ильдефонсо. Альва написал четыре мурала для Министерства национальной обороны: La paz, La Guerra, El dolor Humano и La Victoria. Его самой большой и важной работой было создание 56 фресковых панелей на памятнике Хосе Марии Морелоса в Ханицио (штат Мичоакан) в 1938 году вместе с художником Пепе Диасом. Альва также трудился над незаконченным муралом под названием La justicia y la justicia в юридической школе Столичного университета Халапы в 1938 году. В Коюка-де-Каталане (штат Герреро) он написал фреску La enseñanza, но она была уничтожена, когда землетрясение разрушило школу с ней.
В дополнение к работе с фресками Альва был известен другими своими художественными начинаниями. В 1922 году он обучился гравюре на дереве у Жана Шарло, и его первой работой такого типа была обложка для книги Plebe Хермана Листа Арсубиде, изданной в 1925 году. Большая часть его гравюр была связана с его политической деятельностью. Позднее он преподавал эти навыки в Центре народной живописи (исп. Centros de Pintura Populares). В 1932 году Альва создал театральную группу во Дворце изящных искусств с Херманом Куэто, Лолой Куэто и Роберто Лаго, а также в 1934 году стал главой отдела детского театра в Министерстве народного образования. Он также преподавал в Национальной школе изящных искусств и в средней школе. В конце 1950-х годов он возглавлял Школу пластических искусств в Халапа-Энрикесе. Альва сыграл важную роль в возрождении кукольного театра в Мексике, управляя театром со своими двумя сёстрами. Он был также известен своей портретной живописью.
В 1981 году Альва стал членом Академии искусств Мексики. Он умер от сердечного приступа в возрасте 92 лет в Мехико 4 апреля 1985 года. В 1989 году Хавьер Аудирак снял документальный фильм о нём.